# Justus von Liebig
Justus von Liebig, före 1845 Liebig, född 8 maj 1803 i Darmstadt, död 18 april 1873 i München, var en tysk friherre och kemist.

## Bakgrund
Justus von Liebigs far bedrev handel med färgämnen och kemikalier och redan tidigt väcktes intresset för kemistudier hos honom. Vid 14 års ålder hade han läst all kemilitteratur som fanns tillgänglig på Darmstadts hovbibliotek och gått igenom samtliga experiment som han hade möjlighet att genomföra. Övriga studier blev lidande av detta intresse. På den tiden var apoteken de främsta källorna för att komma åt kemikaliska produkter och när han var 15 år fick han anställning hos en apotekare i Heppenheim nära Darmstadt. Dock var han inte nöjd med vad apoteket kunde erbjuda så redan efter 10 månader sade han upp sig för att börja studera, först vid universitetet i Bonn och senare i Erlangen.

## Organisk forskning
År 1822 åkte von Liebig till Paris, som på den tiden var centrum för experimentell forskning. På rekommendation av Alexander von Humboldt, som tidigt såg von Liebigs talang, fick han tillträde till Louis Joseph Gay-Lussacs privata laboratorium, där de tillsammans fullbordade en redan i Erlangen påbörjad undersökning av den explosiva knallsyran. Det var det arbete som gjorde von Liebig känd i intellektuella kretsar. Efter två års studier återvände han till Tyskland och 1824 utnämndes han till professor vid Giessens universitet. I Giessen utförde von Liebig sina mest framgångsrika arbeten och bildade den skola av kemister som sedermera gav kemin en hög ställning i Tyskland.
Justus von Liebig utövade en omfattande och i många hänseenden banbrytande verksamhet i flera riktningar inom kemin. Han försökte tidigt att hitta en praktisk metod för att lära känna de organiska föreningarnas sammansättning och lyckades 1830 utarbeta den metod som kallas organisk elementaranalys. I hans händer blev metoden ett hjälpmedel för att noga kunna bestämma ett stort antal organiska föreningars procentiska sammansättning och formler.
Från samma tid (1830) daterar sig von Liebigs samarbete med Friedrich Wöhler och tillsammans nådde de viktiga resultat för vetenskapen. Redan 1822 hade Wöhler undersökt cyansyran och bestämt dess sammansättning. Ett par år därefter analyserade von Liebig och Gay-Lussac knallsyran och fann samma sammansättning som Wöhler funnit för cyansyran och därför ansåg sig von Liebig tvungen att uttala sitt tvivel över Wöhlers arbete. Den vetenskapliga skärmytsling som utspelade sig slutade dock med en livslång vänskap mellan de båda vetenskapsmännen. Wöhler, som bodde i Berlin, föreslog att de gemensamt skulle arbeta med sin forskning. Deras första resultat blev ett viktigt arbete om honungstensyran och det följdes av en rad banbrytande forskningsarbeten. På det sättet ledde deras arbete om bittermandeloljan och dess derivat 1832 till en ny teori för de organiska föreningarna kallad radikalteorin.
Vid undersökningen av bittermandeloljans bildningssätt upptäckte de den klass av fenomen som kallas fermentverkningar och som spelar en viktig roll i växt- och djurkropparna. Sedermera följde det omfattande och klassiska arbetet om urinsyrans derivat. Samtidigt med dessa arbeten, som von Liebig utförde i tillsammans med Wöhler, offentliggjorde han en mängd andra undersökningar som till exempel alkaloidernas sammansättning och formler (1830-1838), produkterna av oxidationsmedels samt klorets inverkan på alkohol där han upptäckte kloral (1832) och närmare undersökte den av Johann Wolfgang Döbereiners upptäckta syrsättningsprodukt av alkohol som von Liebig gav namnet aldehyd (1835).
Teorin om de flerbasiska syrorna som redan tidigare var känd i sina grunddrag utarbetades av von Liebig och hade ett stort inflytande på vetenskapens utveckling.

## Forskning inom växt- och djurriket
År 1839 vidtog ett nytt skede i von Liebigs vetenskapliga verksamhet. Efter det att han och hans skola hade gjort viktiga upptäckter inom den organiska kemins område, försökte han använda kunskaperna för att lösa de viktiga problem som fanns inom den organiska världen eller för att utreda växt- och djurlivets livsvillkor och fysiska förhållanden. Resultaten av sina spekulationer och försök på detta område skrev han om i Die organische chemie in ihrer anwendung auf agricultur und physiologie (1840 "Naturlagarna för åkerbruket", "Naturlagarna för växtnäringen eller kemin tillämpad på lanthushållning och fysiologi") och Die organische chemie in ihrer anwendung auf physiologie und pathologie (1842). I den första av dessa arbeten påvisade han de mineraliska näringsämnena för växtlivet. I och med den inleddes den långvariga och betydelsefulla striden mellan humus- och kväveteorins samt mineralteorins anhängare.
I det andra arbetet visade han på de särskilda organiska ämnenas betydelse för djurens näring och gjorde en indelning av dessa i blod- och muskelbildande plastiska, protein- eller äggviteartade ämnen samt fett och kolhydrat som genom sina respiratoriska näringsämnen har sin huvudsakliga betydelse som värmebildare. Genom dessa och andra skrifter i samma riktning blev von Liebig den nyare agrikulturkemins grundare och han var länge dess främste man.

## Hedersbetygelser
von Liebig upphöjdes 1845 till ärftligt friherrestånd av storhertigen av Hessen. År 1852 övertalades han att överta en professur vid universitetet i München.
Minnesvårdar restes över honom i Darmstadt (1877 bronsbyst), München (1883 marmorstaty) och i Giessen (1890 marmorstaty av Schaper). Han var bland annat ledamot av Svenska vetenskapsakademin (1837) och Lantbruksakademin (1863). Universitetet i Giessen har fått sitt officiella tyska namn efter honom.